# West Gardiner
West Gardiner es un pueblo ubicado en el condado de Kennebec en el estado estadounidense de Maine. En el Censo de 2010 tenía una población de 3.474 habitantes y una densidad poblacional de 49,55 personas por km².

## Geografía
West Gardiner se encuentra ubicado en las coordenadas 44°13′29″N 69°52′32″O / 44.22472, -69.87556. Según la Oficina del Censo de los Estados Unidos, West Gardiner tiene una superficie total de 70.12 km², de la cual 63.8 km² corresponden a tierra firme y (9.01%) 6.32 km² es agua.

## Demografía
Según el censo de 2010, había 3.474 personas residiendo en West Gardiner. La densidad de población era de 49,55 hab./km². De los 3.474 habitantes, West Gardiner estaba compuesto por el 97.44% blancos, el 0.43% eran afroamericanos, el 0.4% eran amerindios, el 0.2% eran asiáticos, el 0.03% eran isleños del Pacífico, el 0.17% eran de otras razas y el 1.32% pertenecían a dos o más razas. Del total de la población el 0.83% eran hispanos o latinos de cualquier raza.